# Premio Salone Internazionale del Libro
Il Premio Salone Internazionale del Libro è un riconoscimento assegnato ogni anno dal Salone internazionale del libro di Torino a un autore di grande prestigio internazionale. Istituito nel 2009, viene assegnato a partire dal 2010.
Il Premio rientra tra le iniziative del Parco Culturale Piemonte Paesaggio Umano, progetto promosso dalla Regione Piemonte e coordinato dalla Fondazione per il Libro, la Musica e la Cultura all'interno della cultura delle colline di Langhe, Roero e Monferrato.

## Vincitori
- 2010, Amos Oz[2]
- 2011, Javier Cercas[3]